# Your Name. (tiểu thuyết)
Your Name. (Nhật: 君の名は。 Hepburn: Kimi no Na wa.) là phiên bản tiểu thuyết của bộ phim cùng tên Your Name – Tên cậu là gì? do chính đạo diễn, nhà văn Shinkai Makoto chắp bút. Nó được phát hành bởi Kadokawa vào 18 tháng 6 năm 2016 và tại Việt Nam bởi công ty cổ phần Xuất bản truyền thông IPM vào ngày 26 tháng 5 năm 2017.

## Nội dung
Miyamizu Mitsuha, một học sinh trung học sinh sống tại thị trấn hư cấu Itomori, một thị trấn nằm gọn trong tỉnh Gifu và khu vực dãy núi Hida, đã chán ngấy cuộc sống dưới quê của mình và cô muốn trở thành một chàng trai đẹp sống ở Tokyo vào kiếp sau. Ngay sau đó,Tachibana Taki, một cậu học sinh trung học đang sinh sống ở Tokyo nhận ra rằng mình là Mitsuha khi cậu thức dậy, còn Mistuha vì một lý do nào đó là Taki.
Hai người sau đó đã phát hiện ra rằng đã hoán đổi cơ thể cho nhau. Họ bắt đầu liên lạc với nhau bằng cách viết ra giấy (vì họ hoán đổi theo ngày, một ngày có một ngày không) hay viết thư trên điện thoại cho nhau. Cứ thế, cứ đổi đi đổi lại, hai người làm quen được việc hoán đổi thân thể cho nhau. Mitsuha giúp Taki có mối quan hệ với đồng nghiệp của cậu,Okudera Miku, người mà Mitsuha đã "hẹn hò" giúp Taki, còn Taki giúp Mitsuha trở nên nổi tiếng trong trường hơn. Mitsuha bảo với Taki rằng sẽ sao chổi Tiamat sẽ xuất hiện trên bầu trời Đia Cầu sau khi quay theo đường quỹ đạo một nghìn năm, Mitsuha cũng rất hào hứng khi được xem sao chổi đó ngay vào buổi lễ hội của thị trấn mà cô đang sinh sống.
Taki bỗng nhiên tỉnh giấc trong thi thể của mình. Sau buổi hẹn hò thất bại với Okudera do Mitsuha làm giúp, anh gọi cho Mitsuha nhưng không thể. Cậu phát hiện rằng việc hoán đổi giúp cậu với Mitsuha đã chấm dứt hoàn toàn, nên cậu quyết định đi tìm Mitsuha ở thị trấn Itomori. Cậu dựa vào những gì cậu nhớ khi còn là Mitsuha để vẽ một bức phác họa thị trấn đó. Sau hàng chục lần hỏi không thành công, một quán ramen ở gần đó đã phát hiện ra thị trấn Itomori trong bức tranh, nhưng họ bảo rằng một mảnh vỡ của sao chổi thiên niên kỷ đó đã phá hủy thị trấn 3 năm trước, giết chết một phần ba thị trấn. Cậu tìm được tên của Mitsuha trong cuốn sách liệt kệ toàn bộ những người tử vong lúc đó.
Để cố gắng kết nối lại với thân thể của Mitsuha, cậu đến ngôi đền của gia đình Mitsuha, và cậu phát hiện rằng thời gian giữa cậu và Mitsuha thực chất đã lệnh nhau 3 năm. Taki uống rượu kachikamizake của Mitsuha để cầu mong được gặp lại cô ấy vào lúc trước khi một phần sao chổi rơi xuống. Cậu đã thành công hoán đổi vào thân thể của Mitsuha lúc 3 năm trước và có đủ thời gian để cứu cả thị trấn. Cậu đã thuyết phục được Tesi và Sayaka cùng nhau đi cứu cả thị trấn. Nhưng trong khi Teesie và Sayaka đang tiếp tục kế hoạch, cậu (trong thân thể của Mitsuha) nghĩ rằng có thể Mitsuha đang trong cơ thể của cậu ở trong ngôi đền và cậu đi lên núi để gặp Mitsuha (trong cơ thể của Taki).
Mitsuha thức dậy trong cơ thể của Taki và đi lên ngọn núi, đúng lúc Taki cũng đã leo lên. Cả hai cảm nhận được sự tồn tại của nhau và nghe được tiếng của nhau, nhưng vì thời gian bị sai lệch nên không thể nhìn thấy nhau. Nhưng khi thời khắc chạng vàng đến, cả hai hoán đổi lại lần cuối cho nhau, về thân thể cũ của nhau và đã nhìn thấy nhau. Taki bảo với Mitsuha rằng phải thuyết phục được người cha "đáng ghét" của cô, là thị trường của cả thị trấn để sơ tán của thị trấn lên trường của cô. Họ quyết định sẽ viết tên lên tay nhau để không bị quên. Lúc Mitsuha viết tên cô lên tay của Taki, cô bỗng nhiên phải quay về thời gian 3 năm trước, nhưng chưa viết được chữ nào lên tay Taki. Những gì họ nhớ về nhau dần dần phai mờ đi. Lúc Mitsuha bị vấp ngã và quyết định bỏ cuộc, cô đọc được dòng chữ "Anh yêu em" mà Taki đã viết lên tay cô 3 năm sau khi hai người gặp nhau lúc chạng vàng và quyết định thuyết phục bố cô với một quyết tâm mới. Và mảnh vỡ của sao chổi thiên niên kỷ Tiamat đó đã rơi xuống Itomori sau đó.
8 năm sau (tầm năm 2021), bản tin quốc gia đã đưa tin rằng đã phát hiện người dân thị trấn Itomori đang sinh sống ở trường trung học của Mitsuha, người mà đã thành công thuyết phục được bố cô để sơ tán người dân đúng lúc, và đã cứu được gần như cả thị trấn. Taki đã tốt nghiệp đại học và đang tìm việc làm. Cậu lúc nào cũng có cảm giác mất đi thứ gì đó quan trọng, phát hiện rằng anh gần như "dính" với mọi thứ liên quan đến thị trấn Itomori (thực chất cậu biết rằng cậu đã từng sống trong thân thể của Mitsuha). Một hôm, Taki và Mitsuha phát hiện nhau khi tàu của họ đi song song với nhau. Họ gặp nhau trên một cầu thang và có cảm giác đã từng gặp nhau ở đâu đó, và bắt đầu hỏi tên nhau.

## Phát hành
Tháng 9 năm 2016, bộ tiểu thuyết bán được 1,029,000 bản. Sau khi bộ phim phát hành và tới tháng 8 năm đó, tiểu thuyết đã đứng đầu trên bảng xếp hạng doanh số bunkobon của Oricon. Bộ tiểu thuyết bán ra 1,3 triệu bản tới tháng 12 cùng năm.

## Phiên bản manga
Một bản manga của tiểu thuyết cũng được viết bởi Shinkai Makoto. Bản tiếng Anh volume 1 của manga được cấp phép bởi Yen Press và phát hành vào 20 tháng 6 năm 2017.
| # | Phát hành Tiếng Nhật | Phát hành Tiếng Nhật | Phát hành en         | Phát hành en      |
| # | Ngày phát hành       | ISBN                 | Ngày phát hành       | ISBN              |
| - | -------------------- | -------------------- | -------------------- | ----------------- |
| 1 | 23 tháng 8 năm 2016  | 978-4-0406-8509-0    | 20 tháng 6 năm 2017  | 978-0-3165-5855-6 |
| 2 | 23 tháng 12 năm 2016 | 978-4-0406-8591-5    | 21 tháng 11 năm 2017 | 978-0-3164-1288-9 |
| 3 | 22 tháng 4 năm 2017  | 978-4-0406-9170-1    | 10 tháng 4 năm 2018  | 978-0-3165-2117-8 |